# 交響曲第93番 (ハイドン)
交響曲第93番 ニ長調 Hob. I:93 は、フランツ・ヨーゼフ・ハイドンが1791年に作曲した交響曲。イギリス訪問時のロンドンで作曲された、いわゆる『ロンドン交響曲』のうちの1曲である。

## 初演
本作は、1792年2月17日にロンドンのハノーヴァー・スクエア・ルームズで行われた、同年度の第1回ザーロモン演奏会にて初演された。
初演当時の新聞によると、ハイドンはチェンバロを弾きながら演奏をリードしたとある。しかし、既にチェンバロを必要としない書法が確立されているのでチェンバロがなくても演奏に支障はない。にもかかわらず初演時にチェンバロを使用したのは、有名な作曲家であるハイドンをロンドンの聴衆に紹介するためであったと思われる。

## 楽器編成
| 木管         | 木管 | 金管         | 金管         | 打         | 打       | 弦              | 弦 |
| ------------ | ---- | ------------ | ------------ | ---------- | -------- | --------------- | -- |
| フルート     | 2    | ホルン       | 2            | ティンパニ | ●        | 第1ヴァイオリン | ●  |
| オーボエ     | 2    | トランペット | 2            | 他         |          | 第2ヴァイオリン | ●  |
| クラリネット |      | 他           |              | 他         | ヴィオラ | ●               |    |
| ファゴット   | 2    | 他           | チェロ       | 他         | ●        |                 |    |
| 他           |      | 他           | コントラバス | 他         | ●        |                 |    |

## 曲の構成
全4楽章、演奏時間は約26分。
- 第1楽章 アダージョ - アレグロ・アッサイ
ニ長調、4分の3拍子、序奏付きのソナタ形式。
お使いのブラウザーでは、音声再生がサポートされていません。音声ファイルをダウンロードをお試しください。
お使いのブラウザーでは、音声再生がサポートされていません。音声ファイルをダウンロードをお試しください。
序奏部では後半、ニ短調へ転調する。

- 第2楽章 ラルゴ・カンタービレ
ト長調、2分の2拍子（アラ・ブレーヴェ）、変奏曲形式。
お使いのブラウザーでは、音声再生がサポートされていません。音声ファイルをダウンロードをお試しください。
最初の主題は弦楽四重奏（第1・第2ヴァイオリン、ヴィオラ、チェロ各1）で奏でられる。

- 第3楽章 メヌエット：アレグレット - トリオ
ニ長調、4分の3拍子。
お使いのブラウザーでは、音声再生がサポートされていません。音声ファイルをダウンロードをお試しください。
お使いのブラウザーでは、音声再生がサポートされていません。音声ファイルをダウンロードをお試しください。

- 第4楽章 フィナーレ：プレスト・マ・ノン・トロッポ
ニ長調、4分の2拍子、展開部のないソナタ形式。
お使いのブラウザーでは、音声再生がサポートされていません。音声ファイルをダウンロードをお試しください。
第1主題部は非常に長く、提示部の第1主題部だけで楽章全体の4割ほどに達している。展開部が無い代わりに、展開部的な要素のあるコデッタが配置されており、これは再現せずにコーダになる。